# KLI 63 Building
63 Building (Hangul: 63 빌딩 o 육삼 빌딩), oficialmente 63 City, es un rascacielos situado en la isla de Yeouido, con vistas hacia el Río Han, en Seúl, Corea del Sur. Con 274 metros (899 ft) de altura, se convirtió en el rascacielos más alto fuera de América del Norte cuando fue completado en 1985 y es la estructura revestida de color dorado más alta del mundo. Fue el rascacielos más alto de Corea del Sur hasta que Hyperion Tower lo sobrepasó en 2003 y mantuvo el título de rascacielos comercial más alto de país hasta la finalización de Northeast Asia Trade Tower en 2009. 63 Building fue construido como un punto de atracción para los Juegos Olímpicos de Seúl 1988. 63 se refiere a las oficiales 63 plantas del edificio, de las cuales 60 están por encima del nivel del suelo y 3 son sótanos. El rascacielos actúa como sede de Korea Life Insurance, Industrial Bank of Korea Securities, y otras importantes compañías financieras.
La planta 60 alberga la galería de arte más alta del mundo y una plataforma de observación conocida como 63 Golden Tower, que permite a los visitantes ver hasta Incheon en días claros. La planta 59 incluye restaurantes internacionales llamados Walking in the Cloud, mientras que la planta 58 alberga restaurantes familiares llamados Touch the Sky. Los ascensores panorámicos equipados con ventanas permiten a sus pasajeros contemplar la megalópoli mientras suben o bajan de la plataforma de observación. Por la tarde, algunos ascensores están disponibles para parejas solas, llamados Love Elevators (Ascensores del Amor), que les proporcionan 1 minuto de subida exclusiva. Las plantas inferiores contienen un centro comercial interior con aproximadamente 90 tiendas, un teatro IMAX, y un gran acuario. Un Centro de convenciones y un vestíbulo funcional también se sitúan en el edificio. 
63 Building fue incluido en los juegos de ordenador SimCity 3000 y SimCity 4, y apareció en la portada de SimCity 3000 Unlimited.
También aparece al fondo en uno de los escenarios del juego The King of Fighters 2002.

## Historia
La construcción de 63 Building comenzó en febrero de 1980, en la cima del boom económico de Corea del Sur. Fue construido con un coste de 180 000 000 000 won y fue completado en mayo de 1985. En 2000, Hanwha Group renombró el edificio 63 City y se convirtió en parte del grupo en 2002.

## Galería

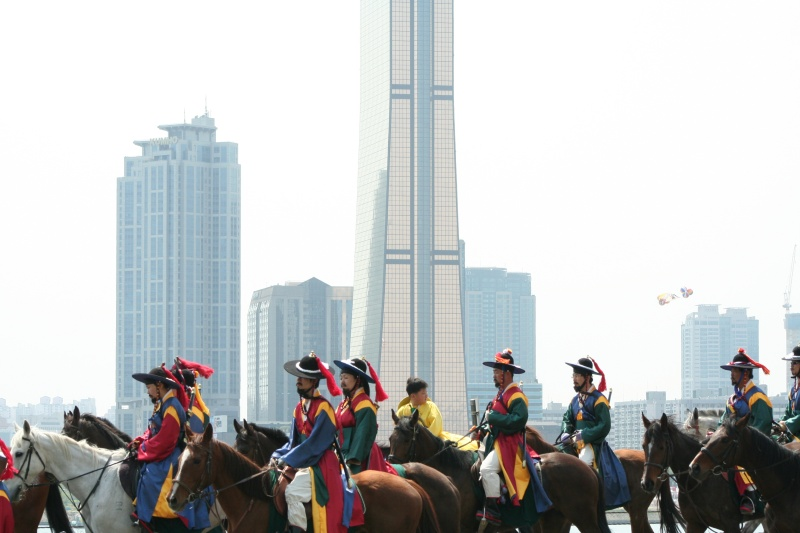
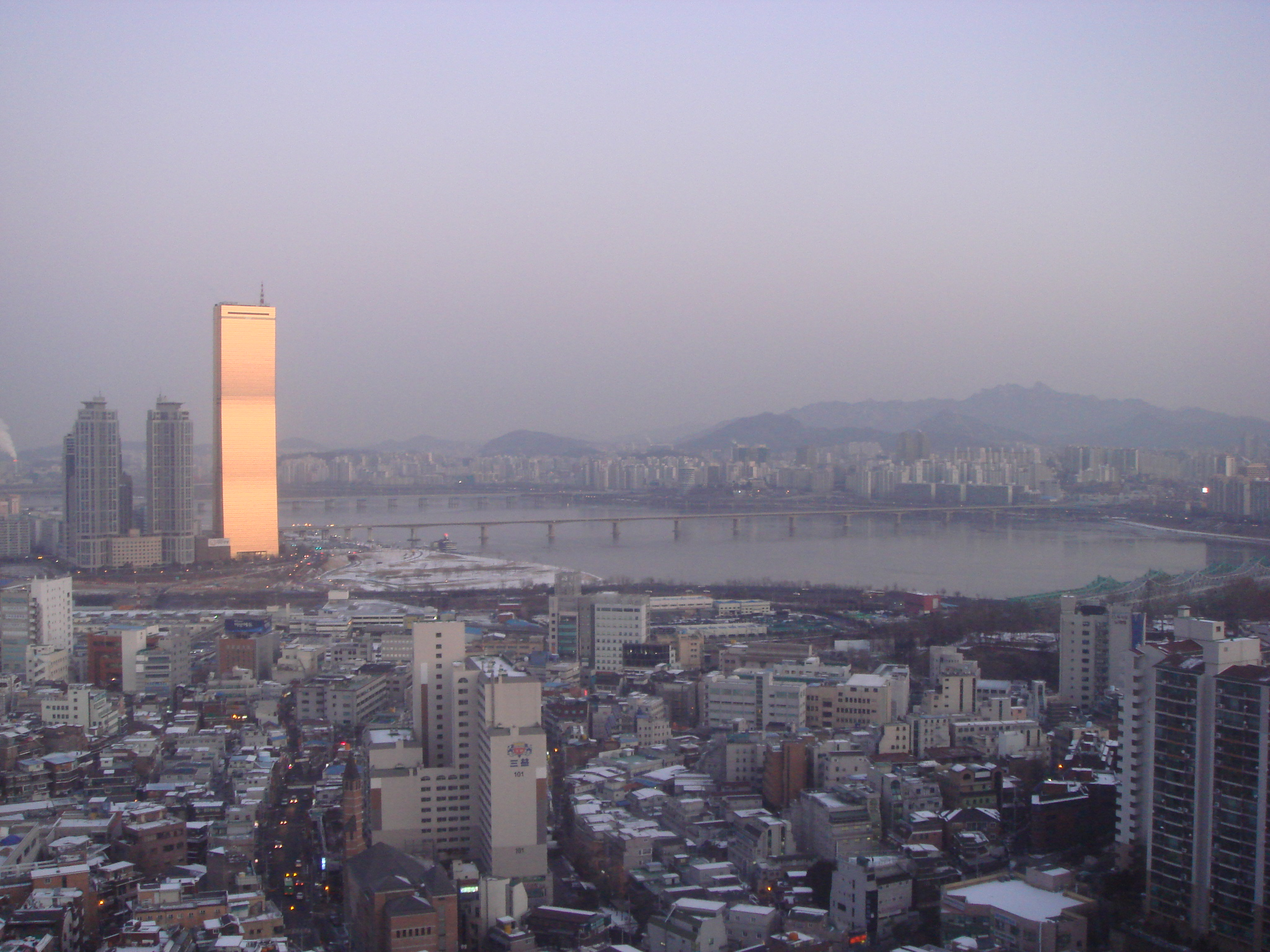
Durante la puesta de sol el 63 Building empieza a resplandecer.
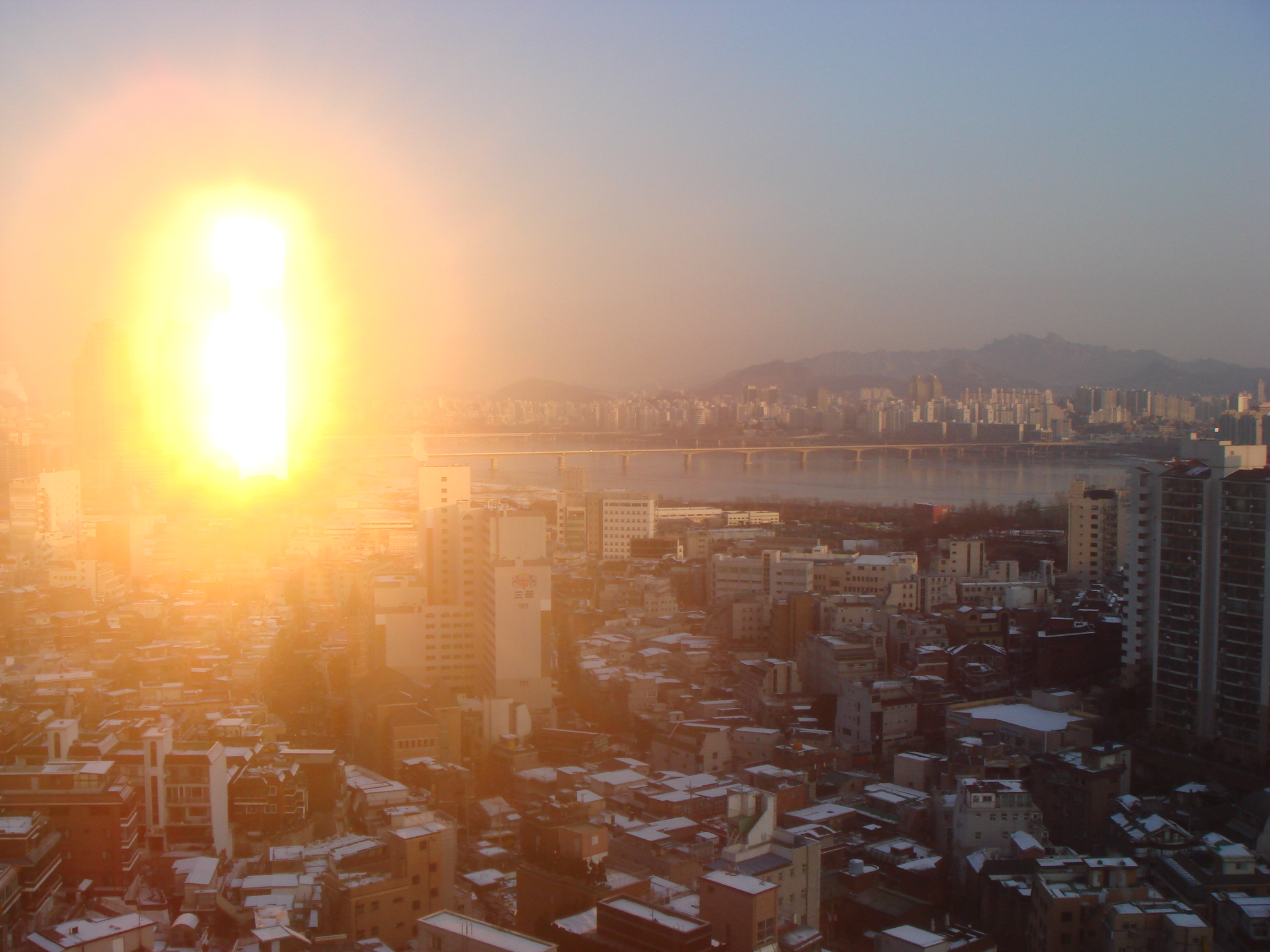
Durante 20 minutos de la puesta de sol, el lado oriental del edificio está iluminado con un intenso brillo.